# Théâtre Marigny
Théâtre Marigny je divadlo v Paříži, které se nachází na rohu avenue des Champs-Élysées a avenue de Marigny v 8. obvodu.

## Dějiny
V roce 1835 zde začala fungovala atrakce založená na fyzikálních jevech. Po revoluci v roce 1848 zde vznikl malý sál tzv. Château d'enfer (Pekelný hrad), kde probíhaly představení s názvem „zábavná fyzika, fantasmagorie a kuriozity".
Tato atrakce byla později uzavřena. Jacques Offenbach si tento prostor vybral jako ideální s ohledem na světovou výstavu v roce 1855 a otevřel zde 5. července 1855 Théâtre des Bouffes-Parisiens. Offenbachova divadelní skupina rovněž využívala sál na Rue Monsigny.
V roce 1859, kdy Offenbachovi vypršela nájemní smlouva, se ze sálu stalo théâtre Deburau, pojmenované po svém řediteli Charlesi Deburauovi, synovi slavného mima Jean-Gasparda Deburau. Od roku 1865 zde bylo divadlo Folies-Marigny pod vedením rodiny Montrouge.
Divadlo bylo zbořeno v roce 1881, aby ustoupilo v roce 1883 panoramě postavené architektem Charlesem Garnierem. V roce 1885 zde bylo možné obdivovat dioramata Paříž v průběhu věků na osmi obrazech Theodora Josefa Huberta Hoffbauera (1839–1922) a Jeruzalém od Oliviera Pichata.
Panorama byla v roce 1894 přestavěna na rotundové divadlo architektem Édouardem Niermansem. Sál byl v roce 1925 dále rozšířen a modernizován.
V roce 1946 předal Léon Volterra vedení divadla své manželce Simonne Volterra, která vyzvala bývalé členy Comédie-Française, aby vytvořili divadelní skupinu kolem Jeana-Louise Barraulta. Tak vznikla společnost Renaud-Barrault. V roce 1954 vytvořil Jean-Louis Barrault v divadle druhý malý sál Petit-Marigny.
Jako majetek města Paříže bylo divadlo, tehdy velmi zchátralé, uzavřeno v roce 1962. V červenci 1966 se přihlásilo devatenáct kandidátů na jeho vedení.
Vedení se nakonec v letech 1966–1978 ujala herečka Elvire Popesco, jíž pomáhali Hubert de Malet a Robert Manuel. Jejich nástupcem se stal Jean Bodson, který provedl rozsáhlou renovaci a také celkovou přeměnu druhého sálu na malé divadlo s 311 místy, sál Gabriel, o několik let později přejmenovaný na sál Popesco.
Koncese na divadlo získala v roce 2000 holdingová společnosti Artémis Françoise Pinaulta, který jejím vedením pověřil Roberta Hosseina a od roku 2008 Pierra Lescure.
Divadlo Marigny bylo v roce 2010 jedním z padesáti pařížských soukromých divadel, která se spojila v rámci Asociace na podporu soukromého divadla (ASTP) a Národní unie režisérů a provozovatelů soukromých divadel do spolku „Théâtres parisiens associés“, aby posílily své postavení.
V červenci 2013 bylo divadlo uzavřeno z technických důvodů. Proběhly sanační práce (zejména zesílení kupole), které společně provedly firmy Pinault a Vinci. Uměleckým vedením byl pověřen Jean-Luc Choplin, bývalý ředitel Théâtre du Châtelet, který se ve svých programech zaměřuje na hudební divadlo. Znovuotevření proběhlo v listopadu 2018 adaptací muzikálu Jacquese Demyho a Michela Legranda Peau d'âne.